# جيك غرانفيل
جيك غرانفيل (بالإنجليزية: Jake Granville)‏ هو لاعب دوري الرغبي أسترالي، ولد في 7 فبراير 1989 في روكامبتون في أستراليا.